# Lamri Laachi
Pour les articles homonymes, voir Lamri.
Lamri Laachi, né le 1er octobre 1951 à Sétif (Algérie), est un footballeur algérien. Il évoluait au poste de défenseur.

## Biographie
Il passe la majorité de sa carrière au Paris FC de 1974-1987, à l'exception d'un bref passage au Racing Club de France. Avec 301 matches joués, dont une trentaine en D1, il a détenu durant de nombreuses années le record de matches disputés sous les couleurs du Paris FC qui appartient dorénavant à Vincent Demarconnay.
Aujourd'hui à la retraite, il avait exercé le métier de taxi une fois sa carrière de footballeur terminée.

## Palmarès
- Montée en Division 1 en 1978 avec le Paris FC et en 1984 avec le Racing Paris.